# HMS Riou (K557)
HMS Riou (K557) là một tàu frigate lớp Captain của Hải quân Hoàng gia Anh hoạt động trong Chiến tranh Thế giới thứ hai. Nó nguyên được Hoa Kỳ chế tạo như chiếc DE-92 (chưa đặt tên), một tàu hộ tống khu trục lớp Buckley, và chuyển giao cho Anh Quốc theo Chương trình Cho thuê-Cho mượn (Lend-Lease). Tên nó được đặt theo Đại tá Hải quân Edward Riou (1762-1801), hạm trưởng chiếc HMS Amazon (1799) và đã tử trận trong trận Copenhagen thứ nhất năm 1801 trong cuộc Chiến tranh Cách mạng Pháp. Nó đã phục vụ cho đến khi chiến tranh kết thúc tại Châu Âu, hoàn trả cho Hoa Kỳ năm 1946, và cuối cùng bị bán để tháo dỡ vào năm 1947.

## Thiết kế và chế tạo
Buckley là một trong số sáu lớp tàu hộ tống khu trục được Hải quân Hoa Kỳ chế tạo nhằm đáp ứng nhu cầu hộ tống vận tải trong Thế Chiến II, sau khi Hoa Kỳ chính thức tham chiến vào cuối năm 1941. Chúng hầu như tương tự nhau, chỉ với những khác biệt về hệ thống động lực và vũ khí trang bị. Động cơ của phân lớp Backley bao gồm hai turbine hơi nước General Electric để dẫn động hai máy phát điện vận hành hai trục chân vịt, và dàn vũ khí chính bao gồm 3 khẩu pháo pháo 3 in (76 mm)/50 cal.
Những chiếc phân lớp Buckley (TE) có chiều dài ở mực nước 300 ft (91 m) và chiều dài chung 306 ft (93 m); mạn tàu rộng 37 ft 1 in (11,30 m) và độ sâu mớn nước khi đầy tải là 11 ft 3 in (3,43 m). Chúng có trọng lượng choán nước tiêu chuẩn 1.430 tấn Anh (1.450 t); và lên đến 1.823 tấn Anh (1.852 t) khi đầy tải. Hệ thống động lực bao gồm hai nồi hơi và hai turbine hơi nước General Electric công suất 13.500 mã lực (10.100 kW), dẫn động hai máy phát điện công suất 9.200 kilôwatt (12.300 hp) để vận hành hai trục chân vịt;  công suất 12.000 hp (8.900 kW) cho phép đạt được tốc độ tối đa 23 kn (26 mph; 43 km/h). Con tàu mang theo 359 tấn Anh (365 t) dầu đốt, cho phép di chuyển đến 6.000 nmi (6.900 mi; 11.000 km) ở vận tốc đường trường 12 kn (14 mph; 22 km/h).
Vũ khí trang bị bao gồm pháo 3 in (76 mm)/50 cal trên ba tháp pháo nòng đơn đa dụng (có thể đối hạm hoặc phòng không), gồm hai khẩu phía mũi và một khẩu phía đuôi. Vũ khí phòng không tầm gần bao gồm hai pháo Bofors 40 mm và tám pháo phòng không Oerlikon 20 mm. Con tàu có ba ống phóng ngư lôi Mark 15 21 inch (533 mm). Vũ khí chống ngầm bao gồm một dàn súng cối chống tàu ngầm Hedgehog Mk. 10 (có 24 nòng và mang theo 144 quả đạn); hai đường ray Mk. 9 và bốn máy phóng K3 Mk. 6 để thả mìn sâu. Thủy thủ đoàn đầy đủ bao gồm 200 sĩ quan và thủy thủ.
Riou được đặt lườn như là chiếc DE-92 (chưa đặt tên) tại xưởng tàu của hãng Bethlehem-Hingham Steel Shipyard ở Hingham, Massachusetts vào ngày 4 tháng 8, 1943 và được hạ thủy vào ngày 23 tháng 10, 1943. Con tàu được chuyển giao cho Anh Quốc và nhập biên chế cùng Hải quân Anh như là chiếc HMS Riou (K557) vào ngày 14 tháng 12, 1943 dưới quyền chỉ huy của Hạm trưởng, Thiếu tá Hải quân Colin Henry Campbell.

## Lịch sử hoạt động
Riou phục vụ hộ tống và tuần tra trước khi chuyển sang hoạt động như tàu Frigate Kiểm soát Lực lượng Duyên hải (CFCF), chỉ huy một chi hạm đội xuồng phóng lôi MTB (Motor Torpedo Boat) hoạt động tại eo biển Manche và Bắc Hải nhằm đối phó các tàu E-Boat đối phương.
Trước khi cuộc đổ bộ Normandy diễn ra vào ngày 6 tháng 6, 1944, Riou được điều động đến Greenock, nơi nó làm nhiệm vụ hộ tống các thiết giáp hạm Warspite (03) và Rodney (29) băng qua biển Ireland để đi đến vị trí bắn phá ngoài khơi Normandy. Con tàu tiếp tục tuần tra bảo vệ các tàu chiến chủ lực trong quá trình đổ bộ, và khi dự trữ đạn pháo 16-inch của Rodney đã cạn, nó hộ tống chiếc thiết giáp hạm quay trở về Milford Haven để tiếp đạn dược, rồi tiếp tục hộ tống quay trở lại khu vực bắn phá. Nó đã ở lại khu vực chiến trận trong sáu tuần lễ, hoạt động tuần tra chống tàu ngầm cùng các đội khác và một vài chuyến hộ tống vận tải. Sau đó nó đi vào xưởng tàu để sửa chữa những hư hại sau tai nạn va chạm với một tàu chở hàng; công việc này kéo dài trong vài tuần lễ.
Trong đêm 22-23 tháng 1, 1945, Riou và tàu chị em Stayner (K573) đang tuần tra tại khu vực ngoài khơi South Foreland, Kent khi họ đụng độ ác liệt với một chi hạm đội E-Boat đối phương; hai chiếc E-boat đã bị đánh chìm và một số chiếc khác bị hư hại nặng. Một chiếc E-boat tìm cách phản công đã cố gắng húc vào Riou, khiến nó bị mất một đoạn thanh ray bảo vệ phía đuôi tàu.
Vào đêm 20-21 tháng 2, chi hạm đội E-Boat đối phương hoạt động rải thủy lôi tại khu vực cửa sông Sheldt, Bỉ, và Riou đã đụng độ với bốn chiếc trong số chúng lúc 23 giờ 30 phút; sau trận giao chiến ngắn đối phương rút lui. Đến 00 giờ 31 phút một tốp tàu E-Boat khác tấn công một đoàn tàu vận tải tại khu vực của nó, nhưng bị chặn đứng bởi những loạt đạn pháo 3-inch của Riou ở khoảng cách 1 mi (1,6 km). Đối phương rút lui nhưng vòng lại và tìm cách tấn công thêm hai lượt nữa lúc 00 giờ 50 phút và 01 giờ 11 phút, nhưng đều bị chặn đứng.
Khi chiến tranh chấm dứt tại châu Âu, Riou đang ở lại cảng Portsmouth cho những sửa chữa nhỏ. Nó khởi hành vào ngày 9 tháng 5 để đi sang Hamburg, Đức tiếp nhận số tàu ngầm U-boat đã đầu hàng, và được tin là chiếc tàu chiến Đồng Minh đầu tiên băng qua kênh đào Kiel sau khi xung đột kết thúc. Tại Hamburg, con tàu đã được thống chế Bernard Montgomery thị sát trước khi lên đường quay trở về Anh. Nó được gửi đến Liverpool để cải biến thành một tàu thu hồi ngư lôi, nhưng sau khi hoàn tất nó tiếp tục bị bỏ không cho đến khi được gửi trả về Hoa Kỳ.
Riou được chính thức hoàn trả cho Hoa Kỳ vào ngày 25 tháng 2, 1946,<ref name=Captain> nhằm giảm bớt chi phí mà Anh phải trả cho Hoa Kỳ trong Chương trình Cho thuê-Cho mượn (Lend-Lease). Do dư thừa so với nhu cầu về tàu chiến sau khi chiến tranh đã chấm dứt, nó được rút tên khỏi danh sách Đăng bạ Hải quân Hoa Kỳ vào ngày 28 tháng 3, 1946 và bị bán để tháo dỡ vào ngày 21 tháng 4, 1947.<ref name=Captain>